# Margerie-Hancourt
Margerie-Hancourt je francouzská obec v departementu Marne v regionu Grand Est. Žije zde 181 obyvatel.

## Geografie
Obec leží na jihovýchodě departementu Marne u jeho hranic s departementem Aube.

### Sousední obce
| Růžice kompasu | Somsois Chapelaine        | Lignon Brandonvillers | Drosnay             | Růžice kompasu |
| Růžice kompasu | Corbeil Saint-Utin        | Sever                 | Outines             | Růžice kompasu |
| Růžice kompasu | Corbeil Saint-Utin        | Margerie-Hancourt     | Outines             | Růžice kompasu |
| Růžice kompasu | Corbeil Saint-Utin        | Jih                   | Outines             | Růžice kompasu |
| Růžice kompasu | Pars-lès-Chavanges (Aube) | Chavanges (Aube)      | Arrembécourt (Aube) | Růžice kompasu |